# Земпер, Карл
Карл Земпер (нем. Karl Gottfried Semper; 6 июля 1832, Альтона — 29 мая 1893, Вюрцбург) — германский зоолог и путешественник. Брат немецкого энтомолога Георга Земпера (1837—1909).

## Биография
Изучал в Вюрцбургском университете естествознание, в том числе зоологию; в 1858 году отправился в Манилу и пробыл на Филиппинских островах до 1861 года; в 1862 году посетил острова Палау, в 1864 — Минданао; в 1868 году стал профессором зоологии и сравнительной анатомии в Вюрцбурге, в 1872 году также директором основанного в 1877 году Зоологическо-зоотомического института объехал Северную Америку.

## Труды
- "Die Philippinen und ihre Bewohner" (Вюрцбург, 1869),
- "Die Palauinseln" (Лейпциг, 1873); вместе с другими зоологами обработал научные результаты своих путешествий в обширном издании "Reisen im Archipel der Philippinen" (Висбаден, начиная с 1867),
- "Entwicklungsgeschichte der Ampullaria polita etc." (Утрехт, 1862),
- "Die Verwandtschaftsbeziehungen der gegliederten Tiere" (Вюрцбург, 1875),
- "Die natürlichen Existenzbedingungen der Tiere" (Лейпциг, 1880).

С 1872 года Земпер издавал «Arbeiten aus dem zoologisch-zootomischen Institut in Würzburg».